# Fiesso d'Artico
Fiesso d'Artico és un municipi italià, dins de la ciutat metropolitana de Venècia. L'any 2007 tenia 7.204 habitants. Limita amb els municipis de Dolo, Pianiga, Stra i Vigonza (PD).

## Administració

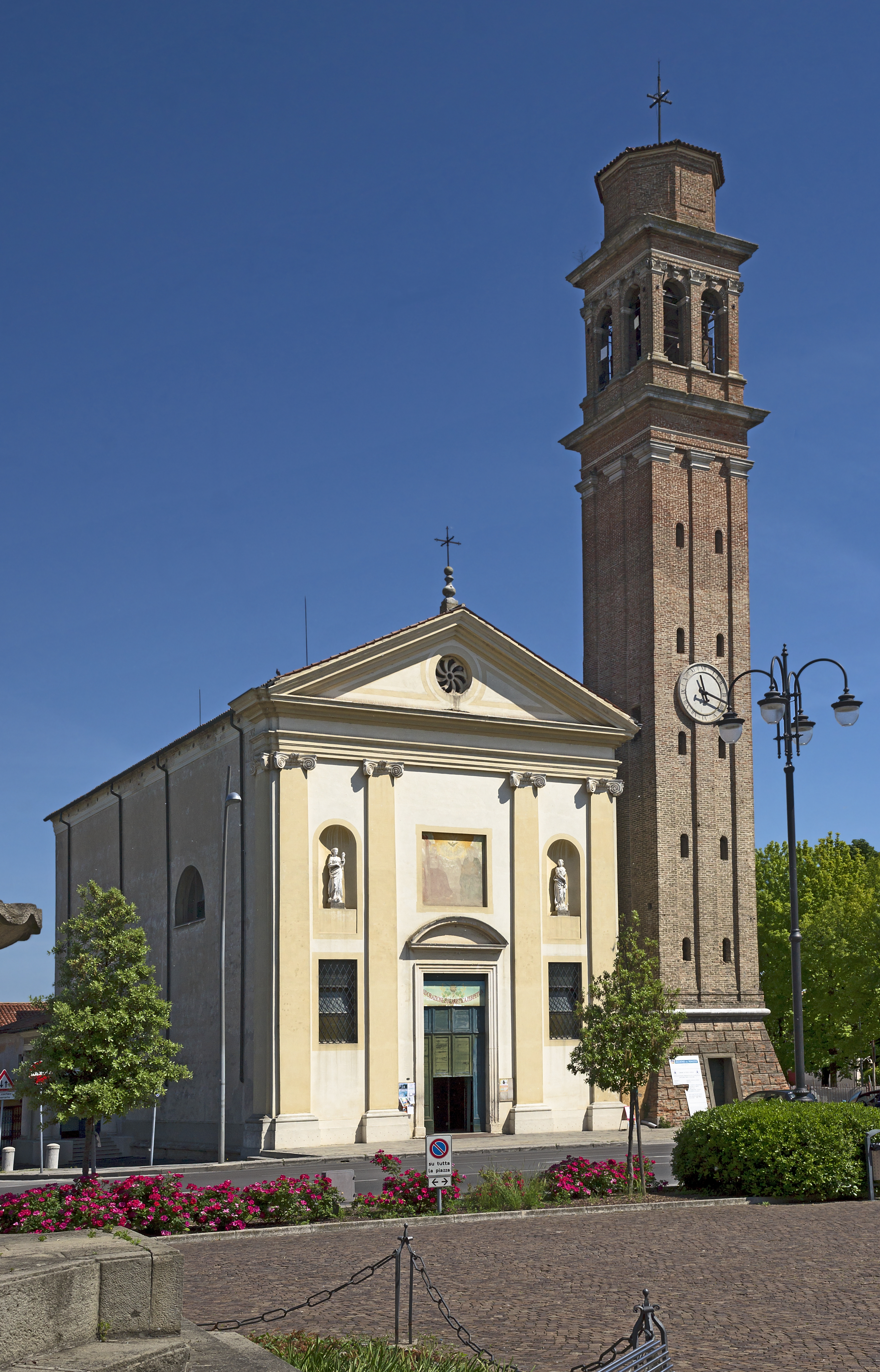

| Període | Identitat      | Partit         |
| ------- | -------------- | -------------- |
| 2007-   | Daniela Contin | Centreesquerra |